# Neptis synetarius
Neptis synetarius är en fjärilsart som beskrevs av Hans Fruhstorfer 1907. Neptis synetarius ingår i släktet Neptis och familjen praktfjärilar. Inga underarter finns listade i Catalogue of Life.